# Los Coliseos de Medellín
Los Coliseos Deportivos de Medellín, ou simplesmente Los Coliseos é um complexo de cinco arenas esportivas conjugadas, localizadas em Medellín, Colômbia.
Os ginásios conjugados que compõem o complexo são os seguintes:
- Coliseo Iván de Bedout (basquete)
- Coliseo Guillermo Gaviria Correa (artes marciais)
- Coliseo Jorge Valderrama (handebol)
- Coliseo Jorge Hugo Giraldo (ginástica)
- Coliseo Yesid Santos (voleibol)

O complexo Los Coliseos faz parte de um parque esportivo, o Complexo Esportivo Atanasio Girardot.
Os cinco ginásios foram projetados por Giancarlo Mazzanti e Felipe Mesa da Plan B Architects. Três coliseus foram reformados e dois novos coliseus foram construídos em 18 meses ao custo de COP$ 50 milhões em preparação para os Jogos Sul-Americanos de 2010. O projeto tem um telhado verde inclinado ondulado e uma área de 45.800 metros quadrados.

## Histórico
O complexo esportivo foi concluído em 18 meses para os Jogos Sul-Americanos de 2010. Em 2008, dois anos antes do torneio, Medellín realizou um concurso internacional de design, no qual foi proposta a construção de duas novas instalações para ginástica e artes marciais no Complexo Esportivo Atanasio Girardot e a reforma do Coliseu Iván de Beodut, onde são realizadas provas de basquete, vôlei e handebol. O projeto vencedor contou com uma construção semiaberta que interligava as quatro arenas esportivas.

## Projeto
Os coliseus são organizados ao longo de um eixo norte-sul. As paredes dos coliseus são perfuradas, permitindo que uma brisa natural passe pelas arenas e economizando dinheiro com ar condicionado. O maior coliseu tem capacidade para 9.000 pessoas.
Em 2012, o projeto foi uma das duas estruturas na Colômbia homenageadas pela 8ª Bienal Ibero-Americana de Arquitetura e Urbanismo, iniciativa que homenageia os melhores projetos arquitetônicos da Espanha, Portugal e América Latina.